# Gomesa adamantina
Gomesa adamantina är en orkidéart som först beskrevs av Sidney Marçal de Oliveira och Eduardo Luis Martins Catharino, och fick sitt nu gällande namn av Mark W. Chase och Norris Hagan Williams. Gomesa adamantina ingår i släktet Gomesa och familjen orkidéer. Inga underarter finns listade i Catalogue of Life.